# Sorrell i syn
Sorrell i syn (ang. Sorrell and Son) – amerykański film z 1927 roku w reżyserii Herberta Brenona.

## Nominacje
| Nazwa nagrody | Wygrane            | Nominacje                                     |
| ------------- | ------------------ | --------------------------------------------- |
| Oscar         | 1929 bez rezultatu | 1929 Najlepszy reżyser dramatu Herbert Brenon |